# デュエ・アゴースト・国際作曲コンコルソ
デュエ・アゴースト・国際作曲コンコルソ （イタリア語: Concorco Internazionale di Composizione 2 Agosto）はイタリアで行われる国際作曲コンクール。

## 概略
毎年8月2日（デュエ・アゴースト）にイタリアのボローニャの中心のマッジョーレ広場で行われる作曲コンクールで、ボローニャ中央駅で1980年8月2日に起きた85人が死亡した爆弾テロ（ボローニャ駅爆破テロ事件）を追悼して始められた。野外での入場無料による完全公開という形で行われる。
ラジオ放送の他にテレビ放送がそのすぐ次の日曜日の9時から毎年RAI（イタリア放送協会）の3チャンネルで放送され、衛星放送でヨーロッパ全土で見る事ができる。現代音楽の演奏会そのものがTV放送されるのはヨーロッパでもかなり珍しい。一種の真夏の小さな音楽界を作っていて、前夜にはヴェルディのレクイエムなどの演奏を生で無料で市民に提供される。
かつては40歳以下で争っていたが、現在は35歳以下に規約が改訂された。毎年オーケストラ作品程度の規模の人数の作品を公募している。

## 演奏
2019年度に杉山洋一が初めて日本人の本選会指揮者として選ばれた。